# Santana
Santana — американський рок-гурт, з часто зміненою кількістю музикантів, що акомпанує Карлосу Сантані з кінця 1960-х років. Як і сам Сантана, цей гурт відомий своєю допомогою в популяризації латиноамериканського року в усьому світі.

## Історія гурту
Гурт сформовано в Сан-Франциско у 1966 р. як «The Santana Blues Band», народженим в Мексиці музикантом Карлосом Сантаною. До першого складу увійшли: Том Фразіер (Tom Frazier) — гітара, Майк Карабелло (Mike Carabello) — перкусія, Род Гарпер (Rod Harper) — ударні, Ґас Родріґез (Gus Rodriguez) — бас, Ґреґґ Роулі (Gregg Rolie) — клавішні, вокал. В перші роки (та декади) склад гурту часто змінювався через численні причини, а в період 1971—1972 рр. відбулося розділення між гуртом та Сантаною.
У 1998 р. гурту за власні досягнення присудили номінацію до Зали слави рок-н-ролу в складі: Хосе Ареас (José Areas), Дейвід Браун (David Brown), Майк Карабелло, Ґреґґ Роулі та Майкл Шрів (Michael Shrieve).

## Сучасний склад (2005)
- Карлос Сантана (Carlos Santana) — гітара, вокал
- Честер Томпсон (Chester Thompson) — клавішні
- Бенні Рітвелд (Benny Rietveld) — бас-гітара
- Денніс Чемберс (Dennis Chambers) — ударні
- Енді Варґас (Andy Vargas) — вокал
- Карл Пераццо (Karl Perazzo) — тімбалес, перкусія
- Рауль Реков (Raul Rekow) — конґа, перкусія
- Білл Ортіц (Bill Ortiz) — труби

## Колишні учасники
| вокал | вокал |
| --- | --- |
| - Ґреґґ Роулі (Gregg Rolie) — 1966-72 - Леон Томас (Leon Thomas) — 1973 - Леон Патілло (Leon Patillo) — 1974-75 - Ґреґ Волкер (Greg Walker) — 1975-76, 1976-79, 1983-85 - Латер Ребб (Luther Rabb) — 1976 - Джоел Беді (Joel Badie) — 1976                                                                                                 | - Алекс Лайґервуд (Alex Ligertwood) — 1979-83, 1984-85, 1987, 1989-91, 1992-94 - Бадді Майлс (Buddy Miles) — 1986, 1987 - Тоні Ліндсей (Tony Lindsay) — 1991, 1995 −2003 - Ворріс Купер (Vorriece Cooper) — 1993 - Куртіс Салдаґо (Curtis Salgado) — 1995                                                               |
| клавішні | |
| - Ґреґґ Роулі (Gregg Rolie) — 1966-72 - Том Костер (Tom Coster) — 1972-78, 1983-84 - Ричард Кермоуд (Richard Kermode) — 1972-73 - Кріс Райн (Chris Rhyne) — 1978-79 - Алан Паскуа (Alan Pasqua) — 1979-80 | - Річард Бейкер (Richard Baker) — 1980-82 - Дейвід Санкшес (David Sancious) — 1984 - Стерлінґ Крю (Sterling Crew) — 1985 - Лоуренс Роджерс (Lawrence Rogers) — 1994-99 |
| гітара | |
| - Майрон Дов (Myron Dove) — 2003 — 2005 - Том Фразіер (Tom Frazier) — 1966-67 - Ніл Шон (Neal Schon) — 1971-72 - Алек Еванс (Alec Evans) — 1997 — 1999 | - Кріс Солберґ (Chris Solberg) — 1978-80 - Бадді Майлс (Buddy Miles) — 1986 - Хорґе Сантана (Jorge Santana) — 1993 — 1996 |
| бас-гітара | |
| - Ґас Родріґез (Gus Rodriguez) — 1966-67 - Дейвід Браун (David Brown) — 1967-71, 1974-76 - Том Ратлі (Tom Rutley) — 1971-72 - Дуґ Роч (Doug Rauch) — 1972-73 - Байрон Міллер (Byron Miller) — 1976 - Пабло Телез (Pablo Telez) — 1976-77                                                                                                   | - Дейвід Мерґен (David Margen) — 1977-82 - Кейт Джонс (Keith Jones) — 1983-84, 1989 - Алфонсо Джонсон (Alphonso Johnson) — 1985-89, 1992 - Бенні Рітвелд (Benny Rietveld) — 1990-92, 1997- - Майрон Дов (Myron Dove) — 1992—1996                                                                                        |
| ударні | |
| - Род Гарпер (Rod Harper) — 1966-67 - Боб Лівінґстон (Bob Livingston) — 1967-69 - Майкл Шрів (Michael Shrieve) — 1969-74, 1988 - Ндуґу Леон Ченслер (Ndugu Leon Chancler) — 1974-76, 1988 - Ґейлорд Бірч (Gaylord Birch) — 1976, 1991 - Ґрегем Лір (Graham Lear) — 1976-84, 1985-87 - Честер Томпсон (Chester Thompson) — 1984             | - Валфредо Рейес (Walfredo Reyes) — 1989-91, 1992-93 - Біллі Джонсон (Billy Johnson) — 1991, 1994, 2000—2001 - Родні Голмс (Rodney Holmes) — 1993-94, 1997—2000 - Томмі Бредфорд (Tommie Bradford) — 1994 - Гораціо Гернандез (Horacio 'El Negro' Hernandez) — 1997 - Рікі Веллман (Ricky Wellman) — 1997               |
| перкусія | |
| - Майк Карабелло (Mike Carabello) (конґа) — 1966-67, 1969-71 - Маркус Мелоун (Marcus Malone) (конґа) — 1967-69 - Хосе Ареас (Jose 'Chepito' Areas) (тімбалес) — 1969-77, 1988-89 - Ріко Рейес (Rico Reyes (тімбалес) — 1971, 1972 - Віктор Пантойя (Victor Pantoja) (тімбалес) — 1971 - Коук Есковедо (Coke Escovedo) (тімбалес) — 1971-72 | - Піт Есковедо (Pete Escovedo (тімбалес) — 1971, 1977-79 - Джеймс Мінґо Л'юїс (James Mingo Lewis) (конґа) — 1972—1972 - Армандо Пераза (Armando Peraza) (конґа, барабани бонґо) — 1976, 1977-90 - Франціско Аквабелла (Francisco Aguabella) (конґа) — 1969 — 1971 - Оресте Вілато (Orestes Vilato) (тімбалес) — 1980-87 |
| інші інструменти | |
| - Жюль Бруссар (Jules Broussard) (саксофон) — 1974-75 - Орен Котрейн (Oran Coltrane) (саксофон)- 1992 | - Рассел Таббс (Russell Tubbs) (флейта) — 1978 |

## Дискографія
- Santana (1969)
- Abraxas (1970)
- Santana III (1971)
- Caravanserai (1972)
- Welcome (1973)
- Borboletta (1974)
- Lotus (1974) (живий)
- Greatest Hits (1974) (складанка)
- Amigos (1976)
- Festival (1977)
- Moonflower (1977) (живий/студія)
- Inner Secrets (1978)
- Marathon (1979)
- Zebop! (1981)
- Shangó (1982)
- Beyond Appearances (1985)
- Freedom (1987)
- Viva Santana ! (1988) (живий/студія)
- Spirits Dancing in the Flesh (1990) (складанка)
- Milagro (1992)
- Sacred Fire: Live in South America (1993) (живий)
- Live at the Fillmore 1968 (1997) (живий)
- Supernatural (1999)
- Tropical Spirits Part I and II (2000)
- The Ultimate Collection 2000 (складанка)
- The Essential Santana (2002) (складанка)
- Shaman (2002)
- Ceremony: Remixes & Rarities (2003) (складанка)
- All That I Am (2005)
- Ultimate Santana (2007) (compilation)
- The Very Best of Santana (2007) (живий)
- Multi-Dimensional Warrior (2008) (складанка)
- The Woodstock Experience (2009) (живий)
- Guitar Heaven (2010)

## НомінаціїҐреммі
- 1988 Найкраще інструментальне рок-виконання (композиція «Blues For Salvador»)
- 1999 Запис року (композиція «Smooth»; за уч. Роб Томас)
- 1999 Альбом року (композиція «Supernatural»)
- 1999 Пісня року (композиція «Smooth»; за уч. Роб Томас)
- 1999 Найкраще вокальне поп виконання дуетом або гуртом (композиція «Maria Maria»)
- 1999 Найкраще спільне вокальне поп виконання (композиція «Smooth»; за уч. Роб Томас)
- 1999 Найкраще інструментальне поп виконання (композиція «El Farol»)
- 1999 Найкраще вокальне рок-виконання дуетом або гуртом (композиція «Put Your Lights On»; за уч. Еверласта)
- 1999 Найкраще інструментальне рок-виконання (композиція «The Calling»; за уч. Еріка Клептона)
- 1999 Найкращий рок-альбом (композиція «Supernatural»)
- 2002 Найкраще спільне вокальне поп виконання (композиція «The Game Of Love»; за уч. Мішель Бранч)